# Елантрис
Елантрис (на английски: Elantris) е американски фентъзи роман, написан от Брандън Сандерсън. Книгата е публикувана на 21 април 2005 г. от издателство „Тор Буукс“ и е дебютен роман за автора. Творбата получава положителни отзиви и е преведена на множество езици. Издадени са две свързани произведения – разказът Надежда за Елантрис и повестта Душата на императора, като по-късно са анонсирани и два допълнителни романа.

## Сюжет
Историята следва трима главни герои: принц Раоден от Арелон, принцеса Сарене от Теод и жреца Хратен от Фьордел. В началото на историята Раоден е прокълнат от древна магия и е тайно заточен в град Елантрис само няколко дни преди неговата годеница, принцеса Сарене от Теод, да пристигне за сватбата им. Докато Раоден се опитва да избегне банди, да запази здравия си разум и да обедини хората от Елантрис, Сарене трябва да се справи със загубата на бъдещия си съпруг и да се опита да спаси Арелон от Хратен, жрец, натоварен да обърне целия Арелон към религията на Фьордел или обричането му на унищожение.

## В България
В България романът е издаден от „Бард“ през 2012 г. в превод на Красимир Вълков. През 2024 г. издателство „Студио Артлайн“ публикува юбилейно издание на романа (с меки корици и с твърди корици с обложка и цветни порезки) отново в превод на Красимир Вълков, с илюстрация на кориците от Ясен Стоилов и включващо изтрити глави от черновата на романа, предговор от Дан Уелс, обновена информация за света и магията в секцията Ars Arcanum, допълнителен епилог, послеслов от автора, цветни карти, нова корица и нов дизайн и промени, въведени от автора (свързани със сюжета и със света на Космера), с превод на новия материал от Полина Павлинова.